# Villeneuve-Frouville
Villeneuve-Frouville település Franciaországban, Loir-et-Cher megyében. Lakosainak száma 65 fő (2022. január 1.). Villeneuve-Frouville Boisseau és Oucques La Nouvelle községekkel határos.

## Népesség
A település népessége az elmúlt években az alábbi módon változott:
| Lakosok száma | 105  | 77   | 70   | 72   | 62   | 60   | 61   | 63   | 64   | 65   |
|               | 1968 | 1982 | 1990 | 2006 | 2013 | 2015 | 2017 | 2019 | 2020 | 2022 |